# Трик, Стефани
Стефани Трик, англ. Stephanie Trick (1987, Сент-Луис, Миссури) — американская пианистка-виртуоз. Исполняет джазовые мелодии в жанрах страйд и регтайм, а также играет на органе.

## Биография
Начала играть на пианино в возрасте 5 лет. До 10 лет играла классическую музыку, затем её учитель познакомил её с регтаймом. Окончила Чикагский университет в 2009 г. со степенью бакалавра музыки.
Исполняет мелодии в стилях страйд, регтайм, буги-вуги и других джазовых жанрах периода 1900—1940 гг. Участвовала в различных джазовых фестивалях, в том числе в Фестивале Джоплина.
С 2012 г. выступает дуэтом с итальяно-американским пианистом Паоло Альдериги (р. 1980), за которого она впоследствии вышла замуж. С марта 2021 г. они ведут общий канал на Youtube. Семья живёт в двух городах — Сент-Луис (родной город Стефани) и Милан (где родился Паоло), часто совершает турне по Европе и США.

## Дискография
- Piano Tricks (2005)
- Ragtime Tricks (2006)
- Hear That Rhythm! (2008)
- Stephanie Trick LIVE (2010)
- Something More (2011) — with Danny Coots (drums) and Jay Hungerford (bass)
- Two For One (2012) — with Paolo Alderighi (piano)
- Fourteen (2012) — with Lorraine Feather (vocal)